# Grigori Potemkin

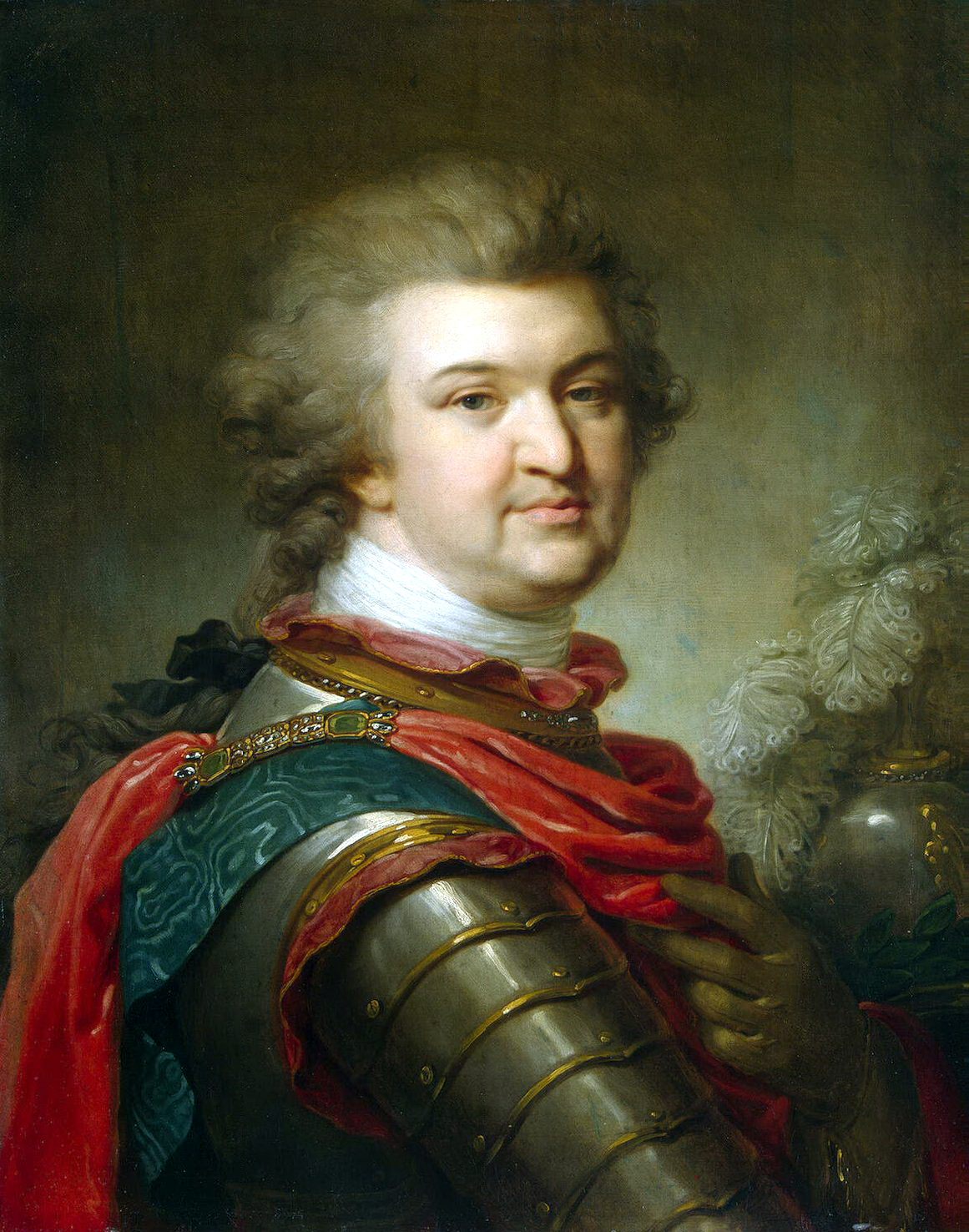
Grigori Potemkin

Grigori Aleksandrovici Potemkin (în rusă Григорий Александрович Потёмкин, transliterat: Grigori Aleksandrovici Potiomkin; n. 13/24 septembrie 1739, Chizhevo⁠(d), gubernia Smolensk, Imperiul Rus – d. 5/16 octombrie 1791, Rădenii Vechi, raionul Ungheni, Republica Moldova) a fost un general-feldmareșal rus, demnitar al statului și favorit al țarinei Ecaterina a II-a a Rusiei. A murit la Rădenii Vechi, Moldova, în timpul unei călătorii de la Iași spre Nikolaev. A fost înhumat în Catedrala din Herson, Imperiul Rus (azi în Ucraina).
Termenul „potemkiniadă” este legat de numele său.

## Biografie
Grigori Potemkin s-a născut în satul Cijovo, gubernia Smolensk, tatăl său fiind Aleksandr Potemkin, iar mama sa, Daria (n. Skuratova). După studii neterminate la Universitatea din Moscova a fost înrolat în anul 1755 în regimentul de gardă-călare. În iunie 1762 a participat (în acea vreme fiind sergent) la lovitura de stat care l-a detronat pe Petru al III-lea al Rusiei, după care a fost întronată soția sa Ecaterina a II-a. Ca recompensă, a fost avansat de către țarină la gradul de sublocotenent. În câțiva ani a fost avansat la gradul de general-locotenent, grad cu care a participat la războiul ruso-turc din 1768-1774. Ulterior, a primit gradul de general-ajutant. A devenit favoritul țarinei.
În anul 1776, la cererea Ecaterinei a II-a, împăratul Iosif al II-lea al Sfântului Imperiu Roman i-a conferit lui Potemkin rangul de principe imperial. Țarina Ecaterina a II-a i-a propus în 1780 împăratului Iosif al II-lea (într-o întâlnire secretă la Moghilău, Belarus (în l. rusă Moghilev)), așa-numitul „Proiect Grecesc” prin care era vizată dezmembrarea Imperiului otoman și constituirea unui „Imperiu neo-bizantin”, condus de nepotul țarinei Constantin Pavlovici, iar între acest imperiu și Rusia, crearea unui „regat Dacia”, format din Principatele Dunărene, condus de Grigori Potiomkin. Obiectivul acestui plan era crearea unui stat tampon între cele trei puteri vecine (Austria, Rusia și Turcia), format din Valahia, Moldova și Basarabia - cu numele Dacia (Regatul Daciei), menit să protejeze de confruntări hotarele Rusiei.

## Legături externe
- „Potemkin” la DEX online